# Ambrosio Aureliano
Ambrosio Aureliano (in gallese: Emrys Wledig,  che tradotto vuol dire Re Emrys,  anglicizzato in Ambrosius Aurelianus, chiamato Aurelio Ambrosio nella Historia Regum Britanniae di Goffredo di Monmouth e semplicemente Pendragon nelle opere di Robert de Boron; 447 circa – 533 circa) fu un condottiero semi-leggendario romano-britannico, che vinse importanti battaglie contro gli anglosassoni nel V secolo, secondo Gildas e leggende conservate nella Historia Brittonum di Nennio.
Stando alla Chronica Majora, Ambrosio prese il potere nel 479. Alcuni studiosi hanno ipotizzato che fosse il leader dei Romano-Britanni nella battaglia del Monte Badon e che potrebbe quindi essere la base della figura di re Artù.
Spesso nelle leggende bretoni viene presentato come fratello di re Uther Pendragon e quindi zio paterno di Artù stesso.

## Aureliano secondo Gildas

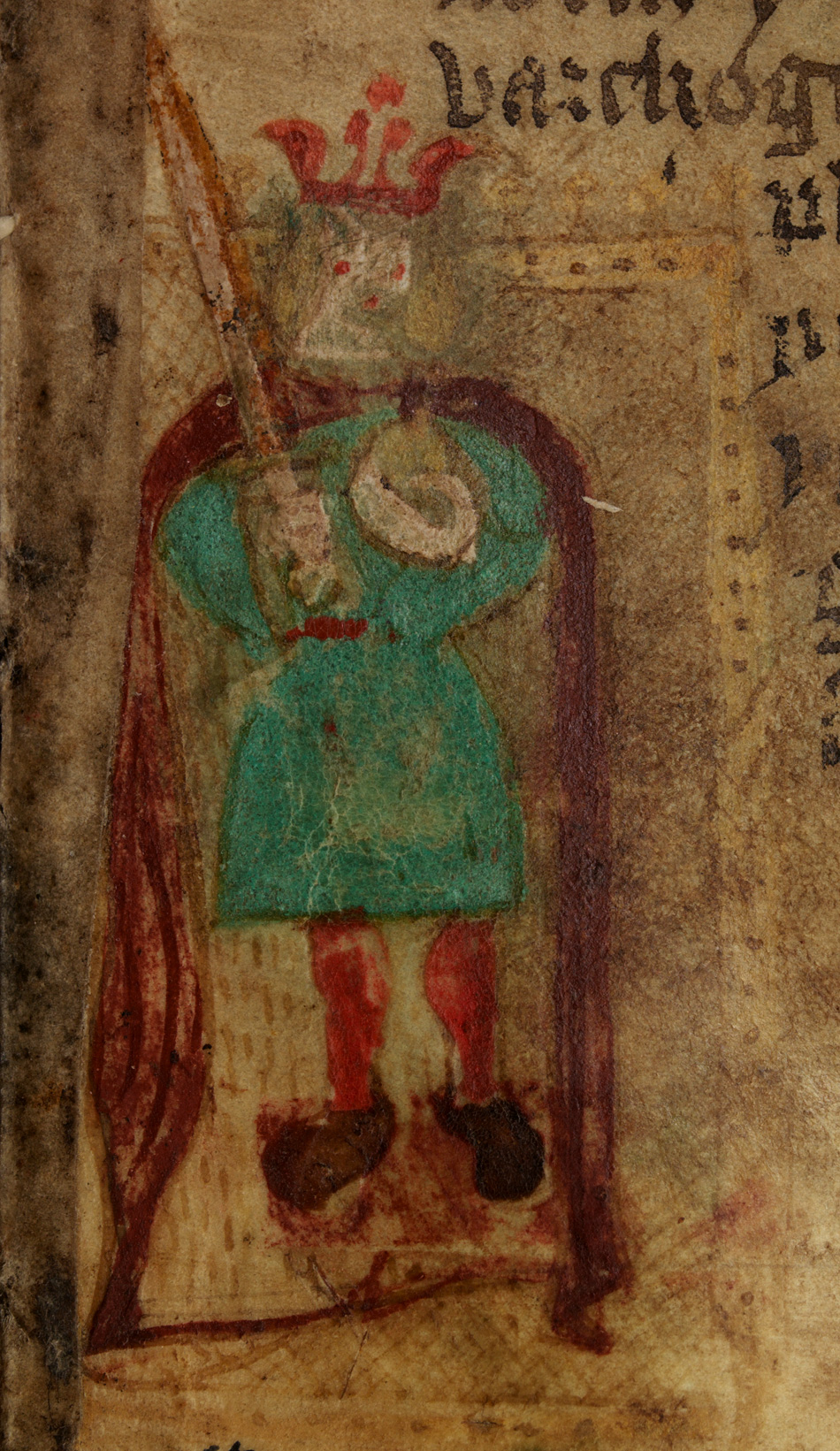
Emrys Wledig. Una rozza illustrazione da una versione in lingua gallese del XV secolo della Historia Regum Britanniae di Geoffrey di Monmouth.

L'abate e storico britanno Gildas risulta essere l'unico testimone vissuto negli anni in cui Ambrosio Aureliano sconfisse gli invasori anglo-sassoni, mentre tutti i successivi letterati che scrissero in merito lo fecero basandosi su fonti altrui (come Nennio e Beda): questo fatto conferma - secondo lo storico Morris - che Ambrosio Aureliano potrebbe essere il mitico Re Artù, in quanto Gildas esplicitamente lo ritiene il capo dei britannici romanizzati nella battaglia del Monte Badon.

Infatti, Ambrosio Aureliano è una delle poche persone che Gildas identifica per nome nel suo sermone De excidio britanniæ. Dopo il distruttivo assalto dei Sassoni, i sopravvissuti si riunirono sotto la guida di Ambrosio, che viene così descritto: 
I Sassoni secondo Gildas vennero arruolati come mercenari dall'esercito del sovrano Vortigern per combattere contro altri invasori, gli Scoti e i Pitti. Ma i Sassoni non soddisfatti del pagamento dato da Vortigern iniziarono a conquistare l'isola.
Se Vortigern ha voluto mettere in atto una politica che ha peggiorato la condizione della Britannia la politica di Ambrosio invece fu completamente opposta: organizzare la popolazione superstite in un esercito e ottenere la prima vittoria militare contro gli invasori sassoni.
Tuttavia, questo successo non fu decisivo: «A volte i sassoni e a volte i cittadini [cioè gli abitanti romano-britanni, ndr] furono vittoriosi».
Un punto di questa breve descrizione ha attratto l'attenzione degli studiosi, sollevando una domanda. Il fatto che Gildas dica che i parenti di Ambrosio portassero la "Toga Praetexta" (un tipo di toga orlata di porpora) indicherebbe che egli era collegato con uno degli imperatori romani, forse con la casata di Teodosio o con un usurpatore, come Costantino III, ma forse anche alla dinastia di Marco Aurelio.
Lo scrittore inglese Graham Philips nel settimo capitolo del suo libro King Arthur: The True Story identifica Ambrosio come il figlio del console romano Quinto Aurelio Simmaco (discendente del già citato Marco Aurelio) questa sua ipotesi è sostenuta dal ritrovamento del Tesoro di Hoxne (datato tra il IV e V secolo d.C.), una serie di gioielli e altri oggetti poco o più preziosi trovati nella zona orientale dell'Inghilterra, che portano incise il nome "Aurelius" (quindi forse appartenuti al console). Quindi secondo Philips, Quinto Aurelio Simmaco si trovava in Britannia insieme alla sua famiglia.

## Altre descrizioni di Aureliano
L'Historia Brittonum di Nennio contiene numerose notizie su Ambrosio. La più significativa è la storia di Ambrosio, Vortigern e i due draghi che si trovavano sotto la fortezza di Dinas Emrys (capitoli 40-42). In questo racconto si dice che, interrogato da Vortigern su chi fosse e da quale famiglia provenisse, egli abbia detto di chiamarsi Ambrosio e che era figlio di "uno dei consoli del popolo romano". Questa storia fu in seguito ripresa con maggiori dettagli da Goffredo di Monmouth nella sua semi-leggendaria Historia regum britanniæ, in cui egli fonde il personaggio di Ambrosio con la tradizione gallese sul veggente Merlino, conosciuto per aver vaticinato le future vittorie dei nativi celtici della Britannia sui sassoni e i normanni.
Nell'Historia Brittonum ci sono però anche altre notizie. Al capitolo 31 viene detto che Vortigern regnò nella paura di Ambrosio. Nel 66° si parla di una battaglia combattuta tra Ambrosio e Vitolino a Guoloph (località spesso identificata con Wallop, che dista circa 15 chilometri da Amesbury, vicino Salisbury). Nel capitolo 48, invece, viene detto che a Pascent, figlio di Vortigern, fu permesso di regnare sul Buellt e sul Gwrtheyrion. Non è chiaro come queste tradizioni siano correlate tra di loro o se vengano da una stessa fonte. È comunque possibile che si riferiscano a un altro Ambrosio. L'Historia Brittonum, infatti, data la battaglia di Guoloph al 439, cioè quaranta/cinquant'anni prima delle battaglie che, secondo Gildas, furono combattute da Ambrosio Aureliano.
Nel conflitto che secondo l'Historia Brittonum sarebbe esistito tra Ambrosio e Vortigern alcuni studiosi hanno visto un nucleo di veridicità storica: l'esistenza, cioè, di due partiti opposti, uno guidato da Ambrosio e l'altro da Vortigern. J. N. L. Myres ha proposto l'ipotesi che Vortigern appoggiasse l'eresia di Pelagio (diffusa in Britannia), mentre Ambrosio il credo cattolico. Questa teoria fu accettata e sviluppata da storici successivi, che sulla sua base hanno fatto un'accurata descrizione degli eventi verificatisi in Britannia nei secoli V e VI. Tuttavia, un'interpretazione alternativa e più semplice del conflitto tra queste due figure è che l'Historia Brittonum conserverebbe le tradizioni ostili ai presunti discendenti di Vortigern, che a quel tempo erano una casata regnante nel Powys. Quest'interpretazione è sostenuta dal carattere negativo di tutte le storie su Vortigern, accusato anche di presunte pratiche incestuose (Historia Brittonum).
Ambrosio Aureliano appare poi nella tarda Historia regum britanniæ di Geoffredo di Monmouth, che anzitutto corrompe il suo nome Aurelio Ambrosio e lo presenta come un figlio di re Costantino. Quando il primogenito di Costantino III, Costante, fu ucciso da Vortigern, gli altri due figli, Ambrosio e Uther Pendragon, ancora molto giovani, andarono in esilio in Bretagna. In seguito, quando il potere di Vortigern vacillò, i due fratelli tornarono in patria con una grande armata, distrussero Vortigern e divennero amici di Merlino. È però probabile che Goffredo confonda tradizioni gallesi riguardanti due diversi Ambrosii.
Nel Galles, Ambrosio appare col nome di Emrys Wledig. Nel Merlino di Robert de Boron è semplicemente chiamato Pendragon e suo fratello più giovane, invece, Uter, un nome che quest'ultimo cambierà in Uterpendragon alla morte di Pendragon. Ciò è probabilmente una confusione che ha fornito la tradizione orale dal Romanzo di Bruto di Robert Wace. Solitamente Wace si riferisce soltanto a li roi (il re), senza però nominarlo, e qualcuno ha preso un'iniziale menzione dell'epiteto di Uther, Pendragon, come il nome di suo fratello.
Secondo S. Appelbaum, Amesbury, nel Wiltshire, potrebbe conservare nel suo nome quello di Ambrosio e potrebbe quindi essere stata il suo centro di potere. Se si unisce questa etimologia alla notizia data da Goffredo di Monmouth secondo cui Ambrosio Aureliano fece costruire Stonehenge - nella parrocchia di Amesbury (e dove si ritiene che sia stato sepolto Ambrosio) - e alla presenza qui di una fortezza in altura dell'Età del ferro, è forte la tentazione di connettere la figura di Ambrosio con Amesbury.

## Nella cultura di massa
Ambrosio Aureliano è il protagonista del romanzo di Valerio Massimo Manfredi L'ultima legione, con il nome di Aureliano Ambrosio Ventidio. Nel film omonimo tratto dal romanzo è interpretato dall'attore britannico Colin Firth.
Nel primo episodio della nona stagione di Stargate SG-1, Avalon, Ambrogio Aureliano è citato come identità storica di re Artù.
Nella serie televisiva Merlin, il nome gallese "Emrys" viene riadattato come traduzione del nome del mago Merlino così come viene conosciuto dai popoli dei druidi e dalle leggende che narrate dagli stregoni dell'Antica Religione.